# Seznam německých názvů obcí a osad v Polsku
Tento seznam obsahuje německá místopisná jména uváděná na starých mapách Polska.
- Breslau – Wrocław, česky Vratislav
- Dittmannsdorf – Dziećmorowice
- Eisersdorf – Żelazno
- Frankenstein – Ząbkowice Śląskie
- Freiburg in Schlesien – Świebodzice
- Glatz – Kłodzko, česky Kladsko
- Kamenz in Schlesien – Kamieniec Ząbkowicki, česky dříve Kamenec
- Königswalde – Świerki
- Landeshut in Schlesien – Kamienna Góra
- Langbielau – Bielawa, česky (zastarale) Bělava
- Ludwigsdorf – Bojanice
- Neurode – Nowa Ruda, česky Nová Ruda
- Polsnitz bei Freiburg in Schlesien – Pełcznica, česky Polžnice
- Reichenbach – Dzierżoniów
- Rengersdorf – Krosnowice, česky Olbramice
- Reyersdorf – Radochów
- Schönau bei Landeck – Orłowiec, česky Šenov
- Schönau bei Mittelwalde – Smreczyna
- Schweidnitz – Świdnica, česky Svídnice
- Seitenberg – Stronie Śląskie
- Seitendorf – Gniewoszów
- Ullersdorf – Ołdrzychowice Kłodzkie, česky Oldřichovice
- Urnitz – Jaworek
- Vierhöfe – Dworki
- Voigtsdorf bei Landeck – Wójtówka
- Waldenburg – Wałbrzych, česky Valbřich
- Waltersdorf – Walim
- Wartha – Bardo
- Weißstein – Biały Kamień
- Wüstegiersdorf – Głuszyca